# Moreland Hills (Ohio)
Moreland Hills es una villa ubicada en el condado de Cuyahoga en el estado estadounidense de Ohio. En el Censo de 2010 tenía una población de 3320 habitantes y una densidad poblacional de 177,37 personas por km².

## Geografía
Moreland Hills se encuentra ubicada en las coordenadas 41°26′33″N 81°26′14″O / 41.44250, -81.43722. Según la Oficina del Censo de los Estados Unidos, Moreland Hills tiene una superficie total de 18.72 km², de la cual 18.52 km² corresponden a tierra firme y (1.08%) 0.2 km² es agua.

## Demografía
Según el censo de 2010, había 3320 personas residiendo en Moreland Hills. La densidad de población era de 177,37 hab./km². De los 3320 habitantes, Moreland Hills estaba compuesto por el 89.64% blancos, el 3.7% eran afroamericanos, el 0.06% eran amerindios, el 4.58% eran asiáticos, el 0.06% eran isleños del Pacífico, el 0.27% eran de otras razas y el 1.69% pertenecían a dos o más razas. Del total de la población el 1.11% eran hispanos o latinos de cualquier raza.